# 白菡
白菡，山西永和人，清朝政治人物。监生出身。
1863年，接替周绍濂任华亭县知县一职，1865年由厉学潮接任。后改任娄县知县。